# Озоли (Асколи Пичено)
Озоли (итал. Osoli) насеље је у Италији у округу Асколи Пичено, региону Марке.
Према процени из 2011. у насељу је живело 19 становника. Насеље се налази на надморској висини од 613 м.